# ベルトドライブ (自転車)

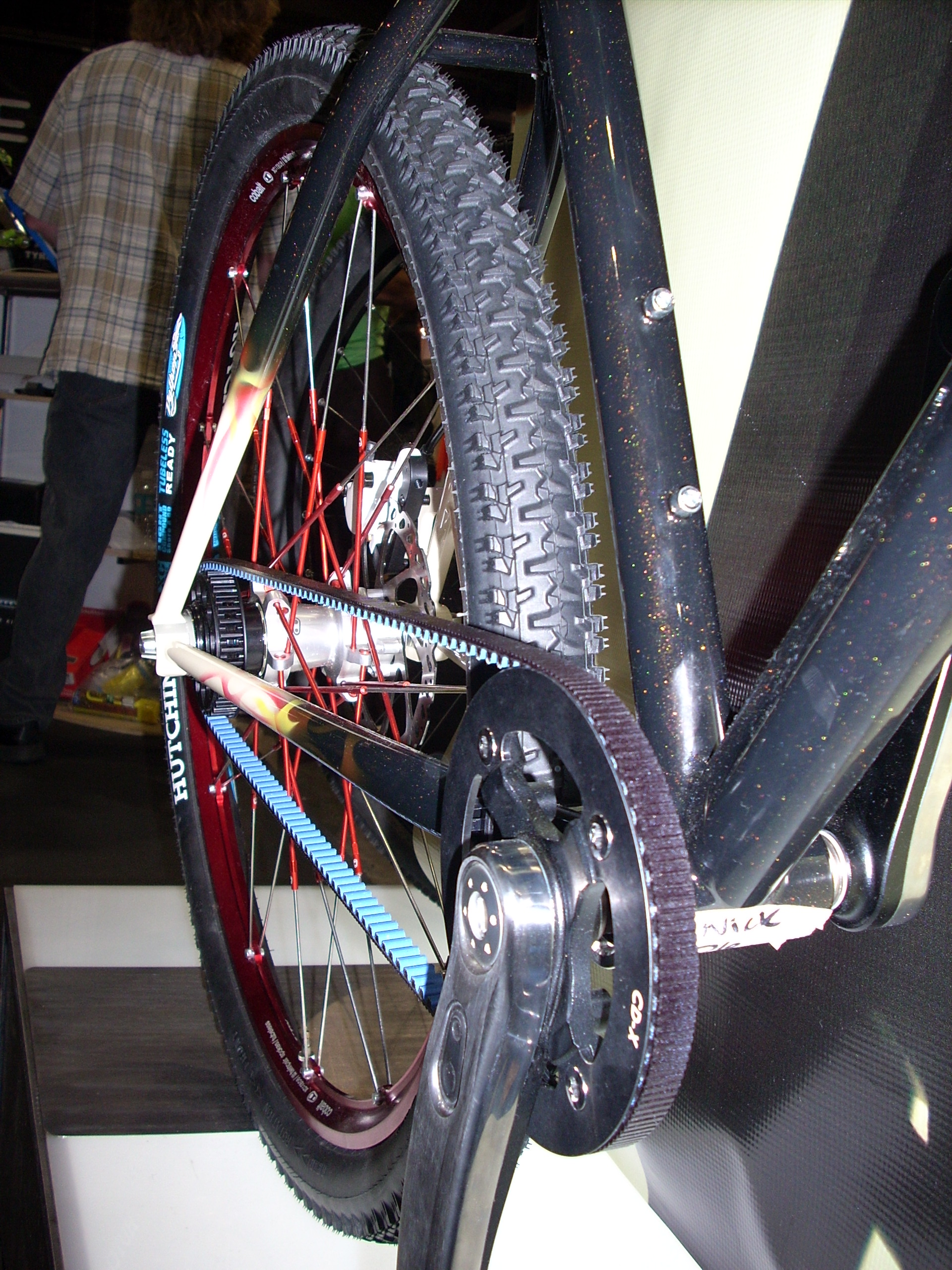
ベルトドライブの自転車

ベルトドライブとは、クランク軸から後輪の間の駆動に従来のチェーンに代わってベルトを使用する機構。自転車では歯付ベルトを使用する。

## 概要
人力の足踏みを動力とする自転車では、トルクの変動が大きくベルトの伸びによる歯飛びが起きるため、ベルトの張力を動的に自動調整する機構が必要である。日本では1980年代中頃に各社から相次いで発売されたが、背景には各社がこの機構を完成させた、ということがある。このメカニズムにより、強く踏み込んだ瞬間の脚への衝撃が緩和される。メーカー各社がうたうベルトの踏み心地はこのことを指しているとされる。膝や脚に優しいと感じる面もあれば、スポーツ走行の観点からはややダイレクト感に欠けると感じる面もある。
自動車やモーターサイクル用途に使われている歯付ベルトを採用しており、ベルト内部では鉄よりも強度があるアラミド繊維やガラス繊維などで補強されているため、人力の自転車にかかるトルク程度では破断するおそれはほとんど無い。
変速機を組み合わせる場合に必然的に採用される内装変速機は、通常3段変速程度であり、スポーツ的な走行には向かないため、スポーツ車でのベルトドライブの採用は、従来ほとんど無かった。2010年前後のシングルスピード車のブームと、インター8のような多段内装変速機の発達により、スポーツ車に近い設計をされたモデルも近年いくつかある。
メンテナンスフリーなどの特性を売りとして、日本では高価格帯のシティサイクル中心に採用されている。

## 利点
- 注油が不要なためベルト、チェーンリング、スプロケットがメンテナンス不要である。
- チェーンのように磨耗による伸びを原因としたたるみが発生しないため、チェーン引きの調整によるメンテナンスが必要ない。
- チェーンオイルによる衣服の汚損が無い。
- 動作音がチェーンドライブと比較すると静かである。
- 雨ざらしに強く錆びない。
- チェーンケースが無くても耐久性が高い。
  - チェーンではシングルスピードの太いチェーンとフルカバーチェーンケースとの組み合わせでは相当な長寿命が期待できるが、多段外装変速の細いチェーンでは寿命がかなり短く使用者のメンテナンスにも依存する。このように幅があるため一概にチェーンとの寿命を比較することは難しい。

## 欠点
- 幅が広いスプロケットを使う構造から変速機は内装式に限定される。
- 一般的に同程度の品質のチェーンドライブの自転車と比較するとやや価格が高い。
- チェーンドライブ用のフレームをそのまま使うことができず、ベルトドライブ専用に設計されたフレームが必要。
- ベルトが切れると、ベルト単体では市場への流通量が極小のため、自転車屋に持ち込むと最短でも１ヵ月近く預かり修理になるリスクを伴う。もっともベルトには相応の強度が有り、通常の使用で切れることは皆無である。
  - チェーンのように切ったりつなげることができないため、フレームの後ろ三角部分にボルト留めなどでベルトを通すことができるような分割部分が必要である。